# Капсали, Моисей
Моисей бен-Илия га-Иевани Капсали (ум. ок. 1495 года) — константинопольский талмудист и первый главный раввин турецких евреев («хахам-баши», с 1453).

## Биография
Капсали в молодости отправился в Германию, чтобы посетить знаменитые тогда немецкие иешиботы. По возвращении на родину, Капсали получил в 1440-е годы пост еврейского судьи в константинопольской общине. Последняя в ту эпоху переживала свой золотой век. Целая плеяда выдающихся еврейских деятелей окружала в Константинополе Капсали и рабби Мордехая Коматяно (ЕЭБЕ). Обширные познания, живой и проницательный ум, умение руководить людьми и строго подвижническая жизнь — все это выдвинуло Капсали, еще до завоевания Константинополя турками (1453), на первое место среди этой плеяды.
После завоевании Константинополя Магометом II, Капсали был возведён им в сан верховного судьи и главного раввина всех евреев Оттоманской империи («хахам-баши»). Ему была предоставлена почти неограниченная политическая власть над последними; на него же возложена была обязанность собирать с еврейских общин государственные подати, которые должны были вноситься им в казначейство Порты. Для Капсали было поставлено особое кресло в Диване (Государственном Совете) — он приобрел большое влияние при дворе. По единогласному свидетельству источников, Капсали широко воспользовался своей властью для благоустройства еврейских общин в Турции, распространения знания Торы среди народа и оказания помощи бедным. Он был лишь против того, чтобы преподавать Тору караимам. Но и в этом случае Капсали был лишь принципиальным противником, ибо на деле он по отношению к ним не злоупотреблял своей властью.
Особенно энергичную деятельность Капсали развил после декрета об изгнании евреев из Испании (1492); он объезжал общины, собирая суммы, необходимые для изгнанников на первое время их поселения в Турции.
В качестве раввина Капсали издал ряд постановлений, из которых нам известны:
- 1) обручение, совершённое в присутствии менее 10 лиц, недействительно,
- 2) нельзя выходить по субботам, имея на себе «Sudar», סודר.

О литературной деятельности Капсали не сохранилось никаких сведений.
Он был погребён на старом еврейском кладбище, в квартале Эгри Капу (Карсийские или «Кривые ворота» Стамбула). Его преемником на посту главного раввина турецких евреев стал Илия Мизрахи (с 1492).